# اندیس آهن دهلران
آهن دهلران یک اندیس فلزی است که در حوالی شهر نهرعنبر استان ایلام قرار دارد و مادهٔ معدنی موجود در آن، آهن است.  